# Lista monumentelor istorice din județul Sibiu - P

Simbol pentru monumentele istorice

Lista monumentelor istorice din județul Sibiu - P cuprinde monumentele istorice înscrise în Patrimoniul cultural național al României și aflate în localități ce încep cu litera P din județul Sibiu.
Lista completă este menținută și actualizată periodic de către Ministerul Culturii, Cultelor și Patrimoniului Național din România, prin intermediul Institutului Național al Patrimoniului, ultima versiune datând din 2015. Această listă cuprinde și actualizările ulterioare, realizate prin ordin al ministrului culturii.
| Cod LMI                                | Denumire                                                 | Localitate                                    | Localizare                              | Datare, Creatori             | Imagine               | Erori             |
| -------------------------------------- | -------------------------------------------------------- | --------------------------------------------- | --------------------------------------- | ---------------------------- | --------------------- | ----------------- |
| SB-I-s-B-11985 (RAN: 145239.01)        | Așezare                                                  | sat Păuca; comuna Păuca                       | „Dealul Homm”                           | Neolitic, Cultura Petrești   | Încarcă foto \| video | Raportează eroare |
| SB-II-a-B-12498                        | Casa de cură - vilele 1, 2, 3, 4                         | localitatea Păltiniș; municipiul Sibiu        | în centrul stațiunii                    | 1897                         | Alte imagini          | Raportează eroare |
| SB-II-m-B-12499 (RAN: 145239.03)       | Biserica evanghelică                                     | sat Păuca; comuna Păuca                       | 176                                     | sec. XIII - XVI,1804?        | Alte imagini          | Raportează eroare |
| SB-II-m-B-12500                        | Biserica „Sf. Arhangheli Mihail și Gavriil”              | sat Păuca; comuna Păuca                       | Str. Principală 49                      | 1806                         | Alte imagini          | Raportează eroare |
| SB-II-a-B-12501 (RAN: 144278.01)       | Ansamblul bisericii evanghelice fortificate              | sat Pelișor; comuna Bârghiș                   | 263 46.04611°N 24.515°E                 | sec. XV - XVIII              |                       | Raportează eroare |
| SB-II-m-B-12501.01 (RAN: 144278.01.02) | Biserica evanghelică                                     | sat Pelișor; comuna Bârghiș                   | 263                                     | sec. XV - XVIII              |                       | Raportează eroare |
| SB-II-m-B-12501.02 (RAN: 144278.01.01) | Incintă fortificată, cu turnuri, turn de poartă, zwinger | sat Pelișor; comuna Bârghiș                   | 263                                     | sec. XV - XVII               |                       | Raportează eroare |
| SB-II-m-B-20318                        | Casă de lemn                                             | sat Poiana Sibiului; comuna Poiana Sibiului   | 1440                                    | 1879                         | Încarcă foto \| video | Raportează eroare |
| SB-II-m-B-12502 (RAN: 145284.01)       | Biserica de lemn „Adormirea Maicii Domnului” - Din Deal  | sat Poiana Sibiului; comuna Poiana Sibiului   | 290                                     | 1766                         | Alte imagini          | Raportează eroare |
| SB-II-m-B-20319                        | Casă de lemn                                             | sat Poiana Sibiului; comuna Poiana Sibiului   | 947                                     | 1888                         | Încarcă foto \| video | Raportează eroare |
| SB-II-a-B-12503                        | Gospodărie țărănească                                    | sat Poiana Sibiului; comuna Poiana Sibiului   | Str. Valea Radei 115                    | 1869                         | Încarcă foto \| video | Raportează eroare |
| SB-II-m-B-12504 (RAN: 143511.01)       | Casă de lemn                                             | sat Poplaca; comuna Poplaca                   | 69                                      | sec. XIX                     | Încarcă foto \| video | Raportează eroare |
| SB-II-a-B-12505                        | Ansamblul bisericii „Nașterea Sf. Ioan Botezătorul”      | sat Poplaca; comuna Poplaca                   | Str. Principală 341                     | sf. sec. XVIII-înc. sec. XIX | Alte imagini          | Raportează eroare |
| SB-II-m-B-12505.01                     | Biserica „Nașterea Sf. Ioan Botezătorul”                 | sat Poplaca; comuna Poplaca                   | Str. Principală 341                     | 1793                         |                       | Raportează eroare |
| SB-II-m-B-12505.02                     | Zid de incintă                                           | sat Poplaca; comuna Poplaca                   | Str. Principală 341                     | 1818                         |                       | Raportează eroare |
| SB-II-m-B-20320                        | Casă de lemn                                             | sat Porumbacu de Jos; comuna Porumbacu de Jos | 309                                     | 1899                         | Încarcă foto \| video | Raportează eroare |
| SB-II-m-B-12506 (RAN: 145300.01)       | Fostul Oficiu Poștal Tranzit, azi locuință               | sat Porumbacu de Jos; comuna Porumbacu de Jos | 458                                     | 1756 - 1760                  | Încarcă foto \| video | Raportează eroare |
| SB-II-m-B-12507 (RAN: 145266.01)       | Biserica de lemn „Sf. Treime”                            | sat Presaca; comuna Păuca                     | Str. Principală 43 45.9756°N 23.88624°E | sec. XVIII                   | Alte imagini          | Raportează eroare |